# ميتسوتيرو أويشيبا
ميسيتوري أويوشيبا، (باليابانية:  植 芝 充 央)، و(بالإنجليزية: Mitsuteru Ueshiba)‏، ولد في 1981، هو ابن الدوشو الثالث والحالي لل الأيكيكاي، موريتوري أويشيبا. كان يلقب ب "واكا سينسي ( 'Waka Sensei') ویعني الأستاذ الشاب. و هو من المقرر من يخلف والده في هذا اللقب و الوضع فيصبح دوشو الرابع (四 代 道 主؟) بعد والده، الحفيد الأخير لموريهيه أويشيبا، مؤسس الأيكيدو. منذ 1 أبريل 2011، يستضيف دورات منتظمة لدوجو الرئيسي، صباح الخميس (6:30 حتي 07:30) بعد والده.

## روابط خارجية
- Photo of father and son
- Mitsuteru Ueshiba　－　47th All Japan Aikido يوتيوب
- Mitsuteru Ueshiba - Aikijinja Taisai 2010
- 植芝充央本部道場長補佐講習会 Photo gallery